# 専修大学熊本玉名高等学校
専修大学熊本玉名高等学校（せんしゅうだいがく くまもとたまなこうとうがっこう)は、熊本県玉名市岱明町野口にある私立高等学校。略称は専大熊本、専熊（せんくま）。

## 概要
専修大学のグループ校である（ただし、経営や学校人事に専修大学が関与する「附属校」ではなく「系属校」である（詳細は後述））。このため、学校案内には「附属校」ではなく「付属校」と表記されている。一般には「附属」と「付属」に違いはないように思われるが、設置者は（学校法人）専修大学ではなく学校法人玉名学園である。

## 沿革
- 1949年（昭和24年）9月 - 元田繁実によって、玉名市高瀬に玉名英学院（各種学校）を創立。
- 1953年（昭和28年）3月 - 玉名高等商業学校と改称。
- 1960年（昭和35年）7月 - 玉名郡岱明町に移転。
- 1966年（昭和41年）
  - 4月 - 高等学校設立認可 玉名商業高等学校として開校。
  - 5月 - 専修大学の付属高等学校となり、専修大学附属玉名商業高等学校と改称。
- 1967年（昭和42年）4月 - 普通科を併設。
- 1968年（昭和43年）4月 - 専修大学玉名高等学校と改称。
- 1986年（昭和61年）4月 - 情報処理科を開設。普通科に普通コース、特進コースを開設。
- 2004年（平成16年）4月 - 商業科を総合ビジネス科へ、情報処理科を情報メディア科へ科名を変更。
- 2010年（平成22年）4月 - 普通科にアドバンスコースを開設。
- 2011年（平成23年）8月 - 野球部が創部45年目で第93回全国高等学校野球選手権大会初出場するも、光星学院に敗れ初戦敗退。
- 2013年（平成25年）4月 - 普通科の特進コース、アドバンスコースを文理選抜コースに、普通コースをスタンダードコースに改める。総合ビジネス科にマーケティングコース、ビジネス会計コースを開設。
- 2023年（令和5年）4月 -　校名を専修大学玉名高等学校から専修大学熊本玉名高等学校に変更。

## 学科・コース
- 普通科
  - 文理選抜コース - 2年次より文系（「専大・特進コース」）と理系（「アドバンスコース」）に分かれる
  - スタンダードコース
- 国際ビジネス科
- 情報メディア科

## 高大連携
- 西日本では唯一の専修大学系列の高等学校であり、「付属高等学校推薦制度」を利用して、専修大学 および 石巻専修大学へ進学することが可能。
- 『専修大学の付属校』を称し、大学側も「付属校」と称しているが、厳密には当校に限らず複数ある専修大学系列の 高等学校・中学校、及びそれに附属する幼稚園・専修学校等は全て 専修大学とは法人が異なる「系属校」の立場である。
- 2008年より、同じ玉名市内にある九州看護福祉大学と高大連携授業を行っている。

## 著名な出身者
- 西田信孝（サッカー選手）
- 黒木恭平（サッカー選手）